# Pfarrkirchen
Pfarrkirchen là một đô thị thuộc bang Lower Bayern, Đức, huyện lỵ của huyện Rottal-Inn.